# Studia Mathematica
Studia Mathematica ist eine von der polnischen Akademie der Wissenschaften herausgegebene mathematische Fachzeitschrift.

## Die Zeitschrift
Studia Mathematica wurde 1929 von Stefan Banach und Hugo Steinhaus in Lwów gegründet. Zu den Schwerpunktthemen Funktionalanalysis, Analysis und Wahrscheinlichkeitstheorie werden Artikel in englischer, deutscher, französischer und russischer Sprache veröffentlicht. Erste Herausgeber waren Stefan Banach, Hugo Steinhaus und Herman Auerbach.
Kriegsbedingt musste die Publikationstätigkeit 1940 mit dem Band 9 eingestellt werden und konnte erst 1948 von Breslau aus, denn Lwów war nicht mehr polnisch, mit dem Band 10 wieder aufgenommen werden.
Der Impact Factor des Journals lag 2012 bei 0,549. In der Statistik des ISI Web of Knowledge belegte die Zeitschrift Rang 157 von 295 betrachteten Journals in der Kategorie Mathematik.

## Kriegsauswirkungen
Die ersten nach dem Kriege erschienenen Bände zeigen in einigen Fußnoten und posthum-Veröffentlichungen die Auswirkungen der Nazi-Barbarei auf die polnische Mathematik.
Im Band 10 schreibt Hugo Steinhaus in einer Fußnote über Herman Auerbach: „Ce mathématicien distingué et homme de rare qualités d'esprit et de cœur a été assassiné par les Allemands à Lwów en 1942.“ (deutsch: Dieser ausgezeichnete Mathematiker und Mensch seltener Geistes- und Herzenseigenschaften wurde 1942 in Lwów von den Deutschen ermordet.)
Dem posthum im Band 10 veröffentlichten Artikel von Meier Eidelheit Quelques remarques sur les fonctionelles linéaires sind folgende Zeilen vorangestellt: „L'auteur de ce travail a été assassiné par les Allemands en mars de 1943. Le manuscrit qu'il fut parvenir à la Rédaction en 1941 a été retrouvé récemment entre les papiers laissés par S. Banach.“ (deutsch: Der Verfasser dieser Arbeit wurde im März 1943 von den Deutschen ermordet. Das Manuskript, das 1941 die Redaktion erreichte, wurde kürzlich unter den von S. Banach hinterlassenen Schriften wiedergefunden.)
Im 1950 erschienenen Band 11 weist Andrzej Alexiewicz in einer Fußnote wie folgt auf seine Dissertation hin: „Presented with some insignificant alterations as Doctor Thesis, on March 10, 1944 to the secret university in Lwów, during the terror of the German occupation.“ (deutsch: Mit unbedeutenden Änderungen am 10. März 1944 der geheimen Universität in Lwów, während des Terrors der deutschen Besetzung, als Doktorarbeit vorgestellt.)
Der posthum im Band 11 veröffentlichte Artikel Weak compactness in Banach spaces von G. Sirvint beginnt mit den einleitenden Zeilen: „The author was murdered by the Germans during the second world war. The present work was received by the editor in 1941 and has been prepared by A. Alexiewicz.“ (deutsch: Der Autor wurde während des Zweiten Weltkriegs von den Deutschen ermordet. Die vorliegende Arbeit ist 1941 beim Herausgeber eingegangen und wurde durch A. Alexiewicz vorbereitet.)